# Gazelle de Grant
Nanger granti
Pour les articles homonymes, voir Grant.
Espèce
Synonymes
- Gazella granti Brooke, 1872[1],[2]
- Nanger notata (Thomas, 1897)[2]
- Nanger petersii (Günther, 1884)[2]

Statut de conservation UICN

 LC  : Préoccupation mineure
La gazelle de Grant (Nanger granti) est une espèce de gazelle de la famille des bovidés qui se rencontre en Afrique : Soudan, Ouganda, Éthiopie, Somalie, Kenya, Tanzanie. Elle est génétiquement proche de la gazelle de Soemmerring et de la gazelle de Thomson.

## Morphologie
Le mâle est plus fort que la femelle. Ils mesurent de 86 à 96 cm au garrot, pour un poids variable, de 45 à 90 kg selon l'âge des individus. Le poids des jeunes mâles adultes de (1-3 ans) est de seulement 45 kg, il augmente à 60 kg vers 5 ans pour atteindre à l'âge de la maturité 7 ans et demi, plus de masses, ils peuvent alors peser 75 kg ou plus 90 kg pour certains. Les femelles, mesurent de 76 à 86 cm au garrot et pèsent de 30 à 60 kg, les femelles restent minces la moitié de leur vie et prenne du poids à la maturité. La robe est claire, couleur sable sur la moitié supérieure du corps, blanc sur la partie intérieure des jambes et le ventre. Le poil est court, fin, régulier sur tout le corps. Les cornes des mâles mesurent de 60 à 80 cm contre 30 à 40 cm pour celles des femelles.
Elle peut atteindre une vitesse de presque 80 km/h.
La gazelle de Grant est bien armée pour résister à la sécheresse, elle laisse sa température interne monter jusqu'à 46 °C, mais elle rafraîchit son cerveau (qui ne supporterait pas une telle température) par une évaporation nasale efficace. Ce système de refroidissement du cerveau nécessite une grande quantité d'eau : à poids égal, la gazelle de Grant en consomme un tiers de plus que la gazelle de Thomson.

## Liste des sous-espèces
Selon Mammal Species of the World (version 3, 2005)  (23 septembre 2017) et ITIS (23 septembre 2017) : 
Il existe 5 sous-espèces de Gazelles de Grant:
- sous-espèce Nanger granti brighti (Thomas, 1901)
- sous-espèce Nanger granti granti (Brooke, 1872)
- sous-espèce Nanger granti notata (Thomas, 1897)
- sous-espèce Nanger granti petersii (Günther, 1884)
- sous-espèce Nanger granti robertsi (Thomas, 1903)

## Habitat
On la rencontre en Afrique de l'Est, où elle vit dans les savanes, les semi-déserts, les zones de montagnes (jusqu'à 2 500 m) ainsi que les bois clairs d'acacias. Elle peut vivre dans des régions plus arides que la gazelle de Thomson. Il est possible que ses deux espèces se rencontrent dans leur milieu naturel (Éthiopie, Kenya).

## Alimentation
Ruminant, herbivore, elle se nourrit d'herbes, de feuilles et broussailles. En période de sècheresse, il lui arrive de ronger l'écorce des arbres. Elle peut se passer d'eau pendant plusieurs jours. La gazelle de Grant, se nourrit en grande partie la nuit pendant la saison sèche, afin de recueillir la rosée sur les plantes. Elle peut ainsi, en une nuit de pâturage, avaler plus de dix litres d'eau, qui, par évaporation interne, rafraîchiront sa tête et son cerveau pendant les heures chaudes. Pendant la saison des pluies, elle s'abreuve aux points d'eau, mais l'humidité contenue dans sa nourriture peut lui suffire.

## Reproduction
Elle vit en groupes de six à trente animaux, mais se rassemble parfois en grands troupeaux, de 200 à 300 animaux. Les mâles délimitent le territoire choisi par leurs excréments et leurs urines. À la saison de rut, de septembre à décembre les mâles font preuve d'une certaine agressivité en se livrant, front contre front, des combats d'intimidation, parfois violents. Chacun se choisit alors quelques femelles, qui mettront bas un seul petit, après 5,5 à 6 mois de gestation. Dans les trois premiers mois suivant la naissance, la mère surveille et protège jalousement son faon contre les attaques éventuelles de chacals, babouins, aigles, servals, caracals ; en contrepartie, elle ne peut pas le protéger contre une hyène ou un grand félin au risque de se faire blesser voire tuer.

## Population
En 2005, il y avait entre 140 000 et 350 000 individus, sa population est en diminution, et cette gazelle est toujours chassée pour ses cornes, sa peau et sa viande.
En 2019, sa population est encore en diminution a moins de 15 000 individus.[pas clair]

## Photographie

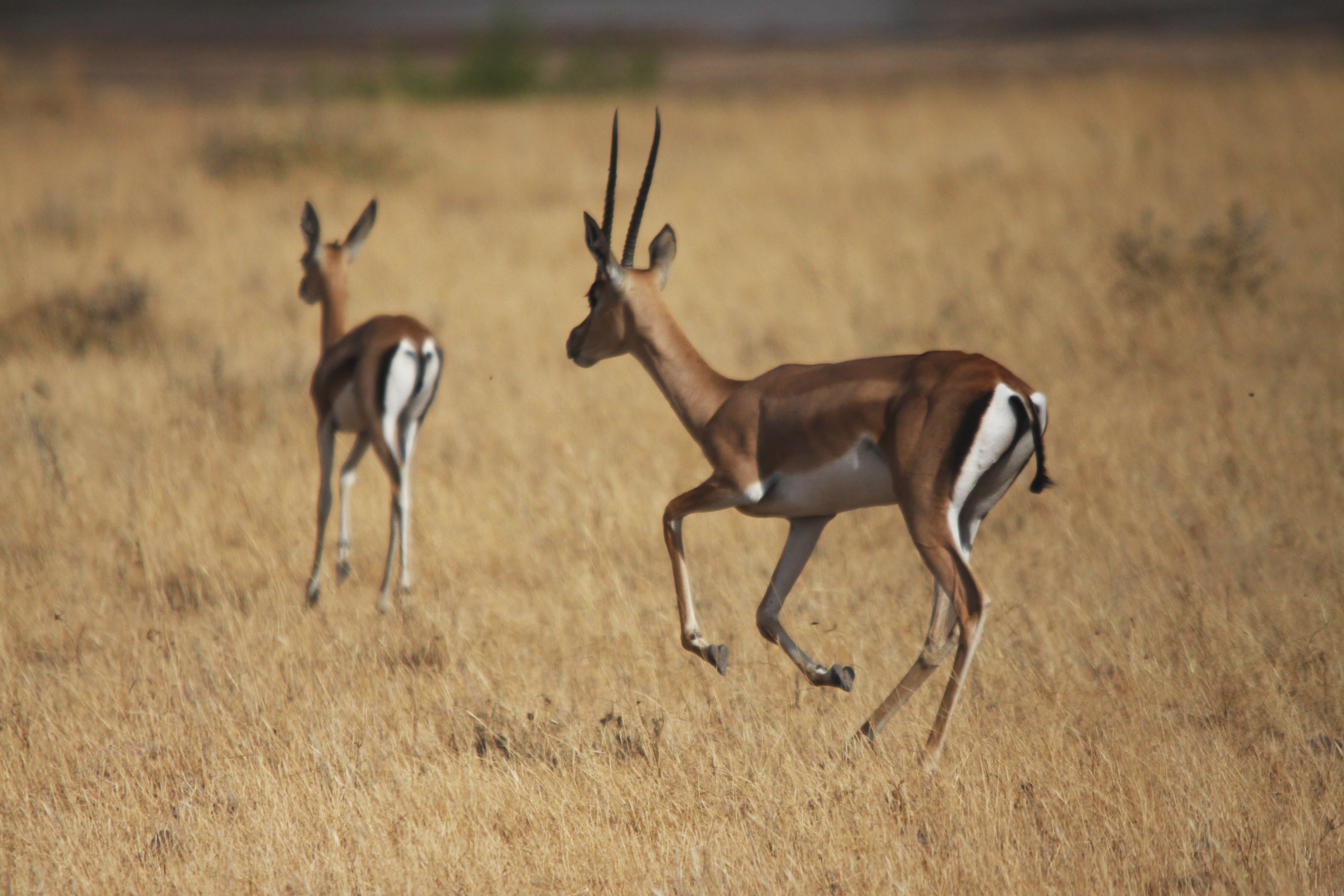
femelle et jeune
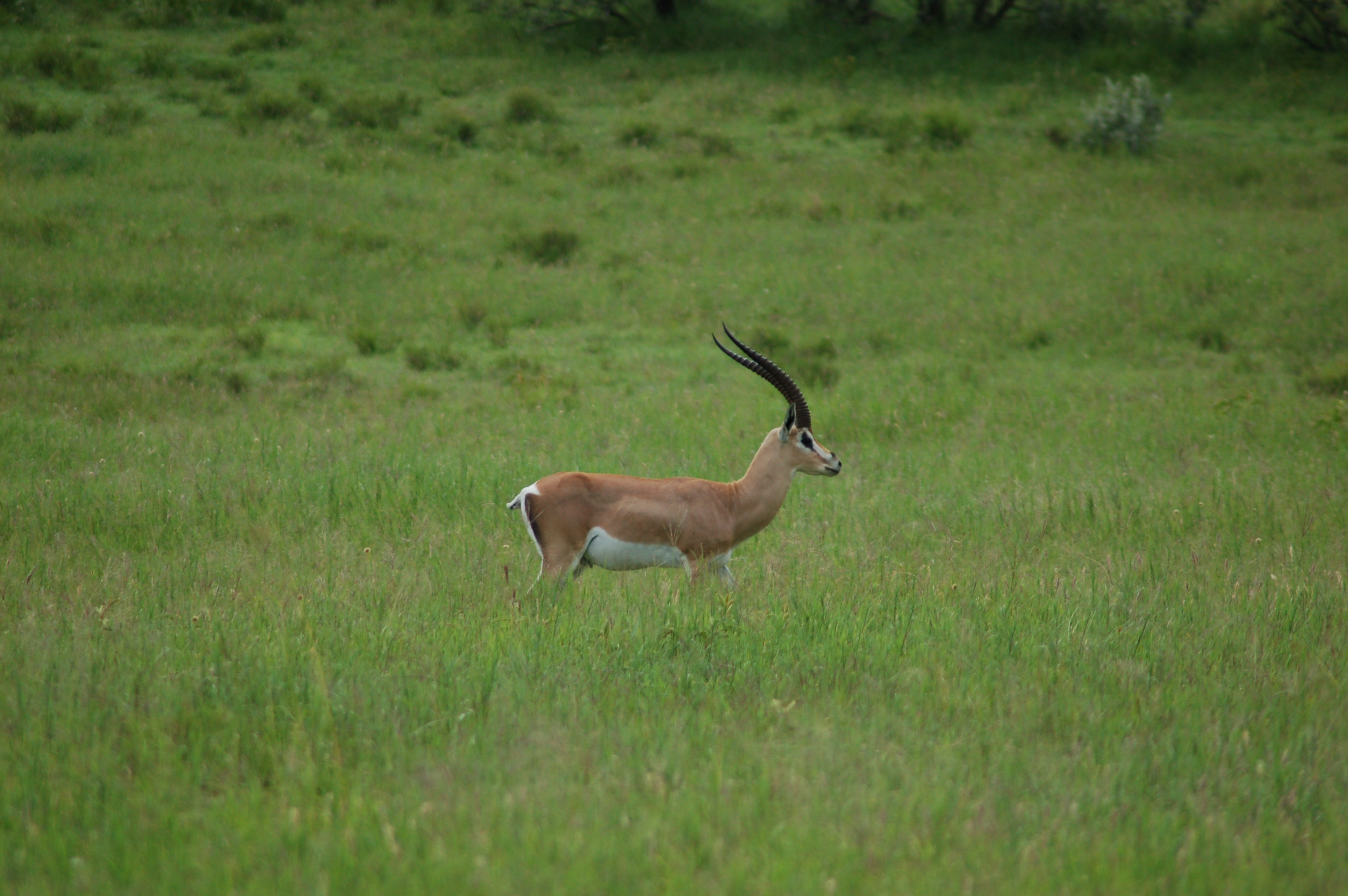
mâle
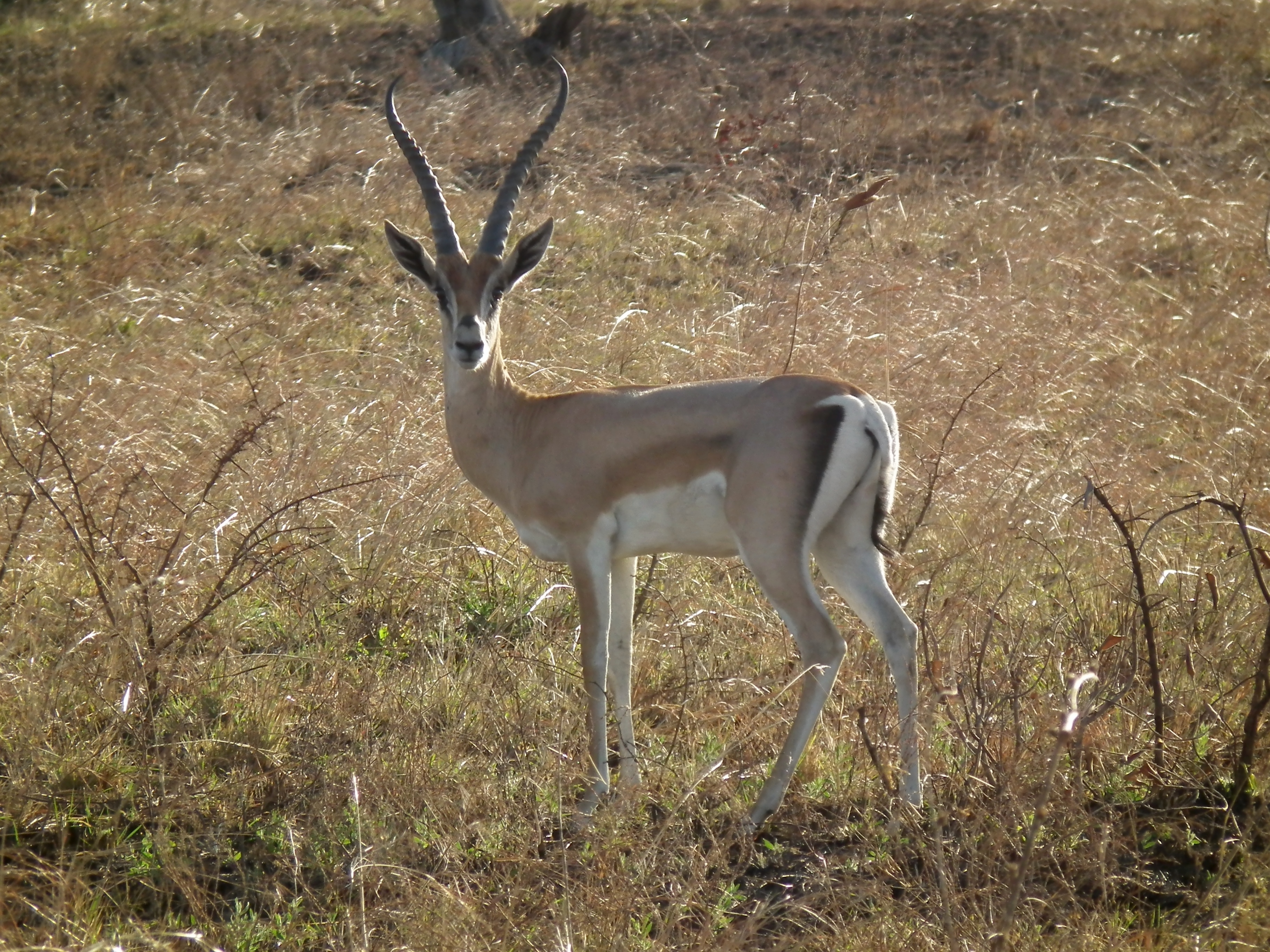
mâle
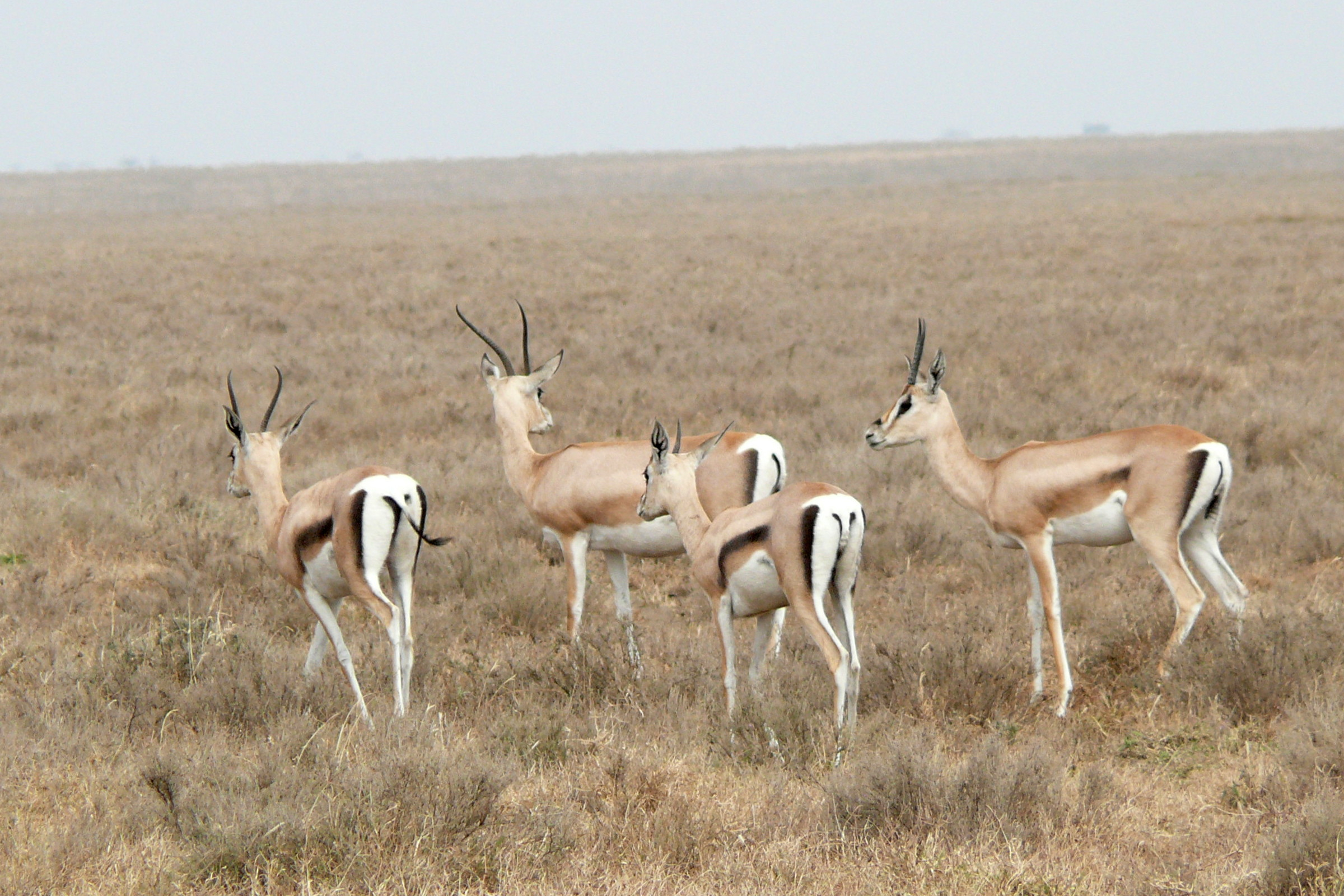
femelles
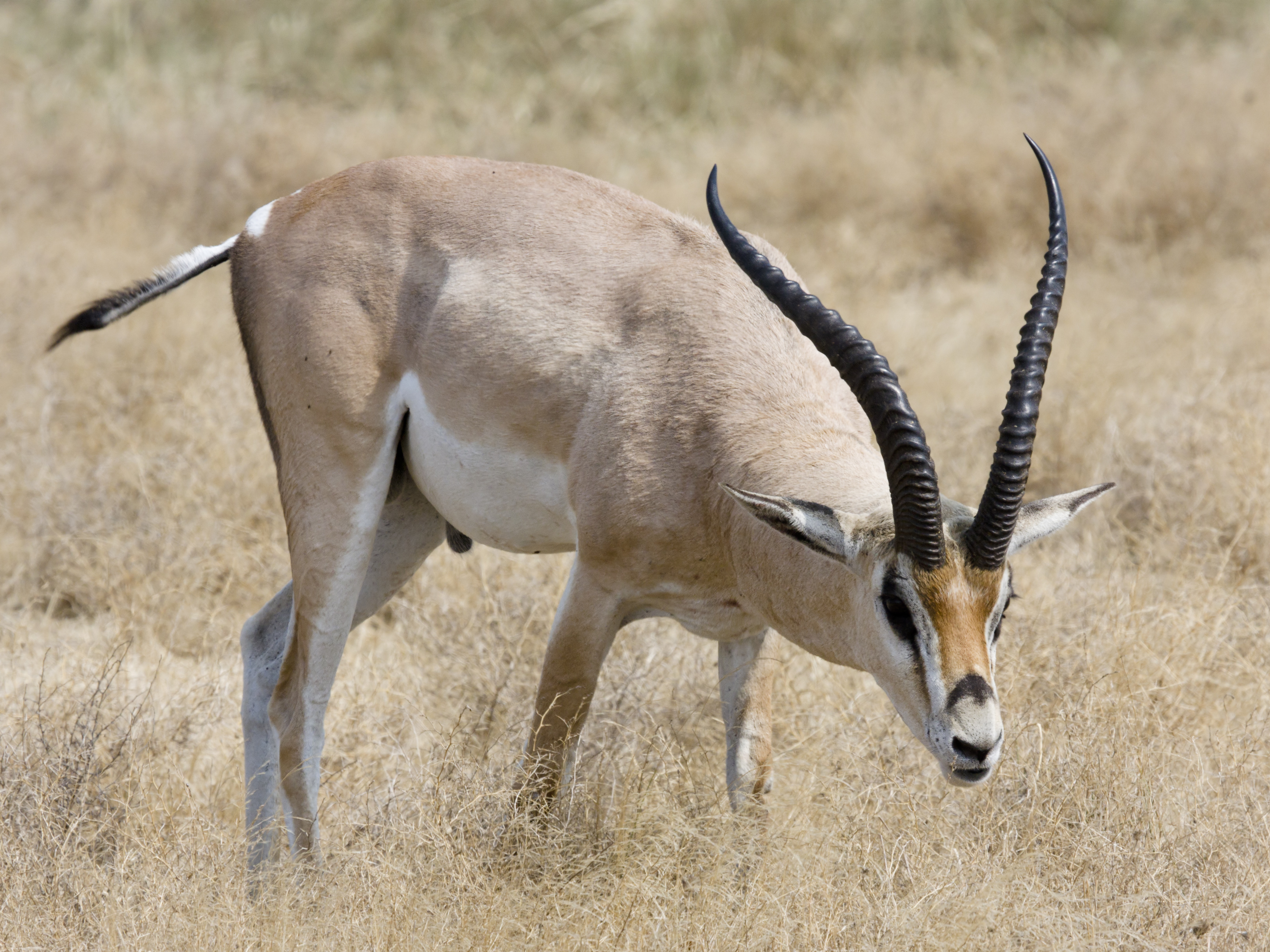
mâle
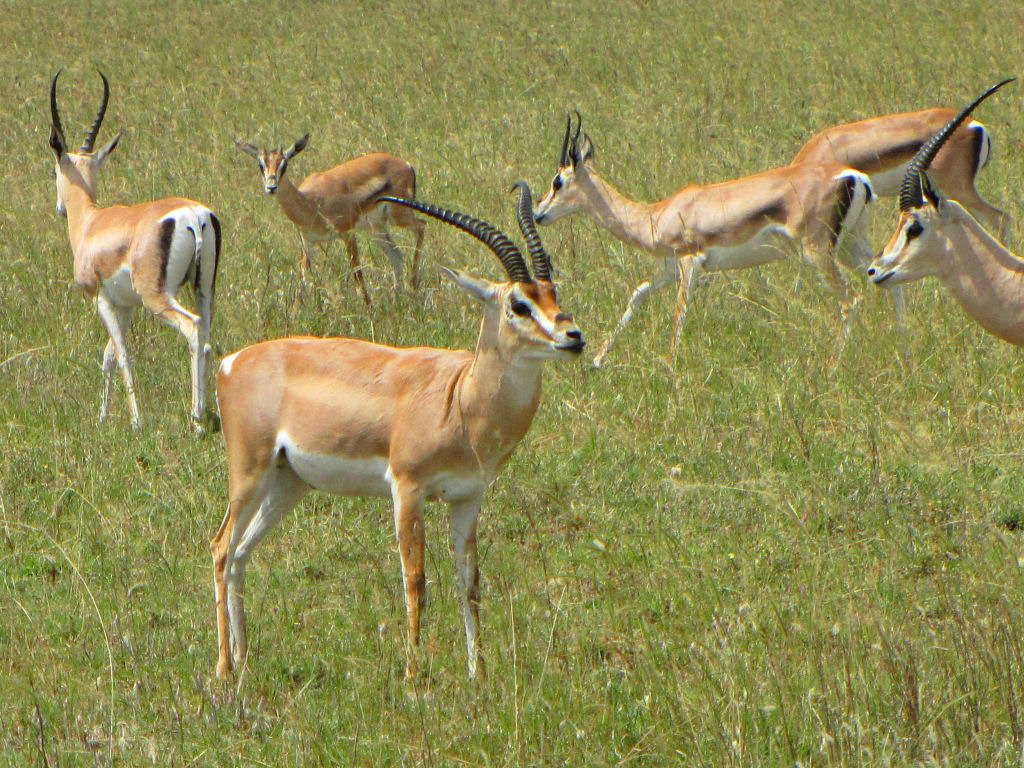
mâle, femelles et jeunes dans le parc national du Serengeti en Tanzanie
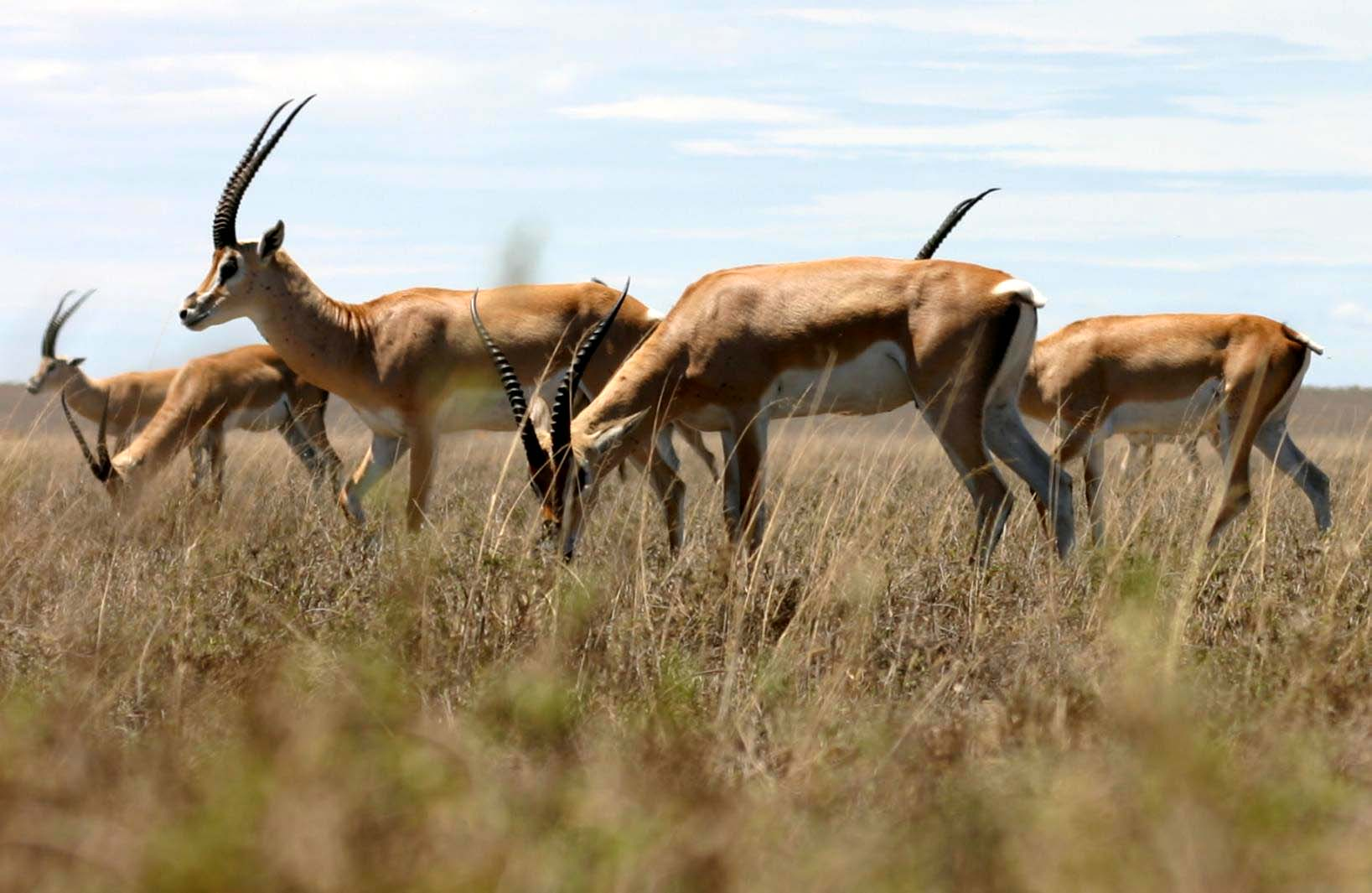
mâles
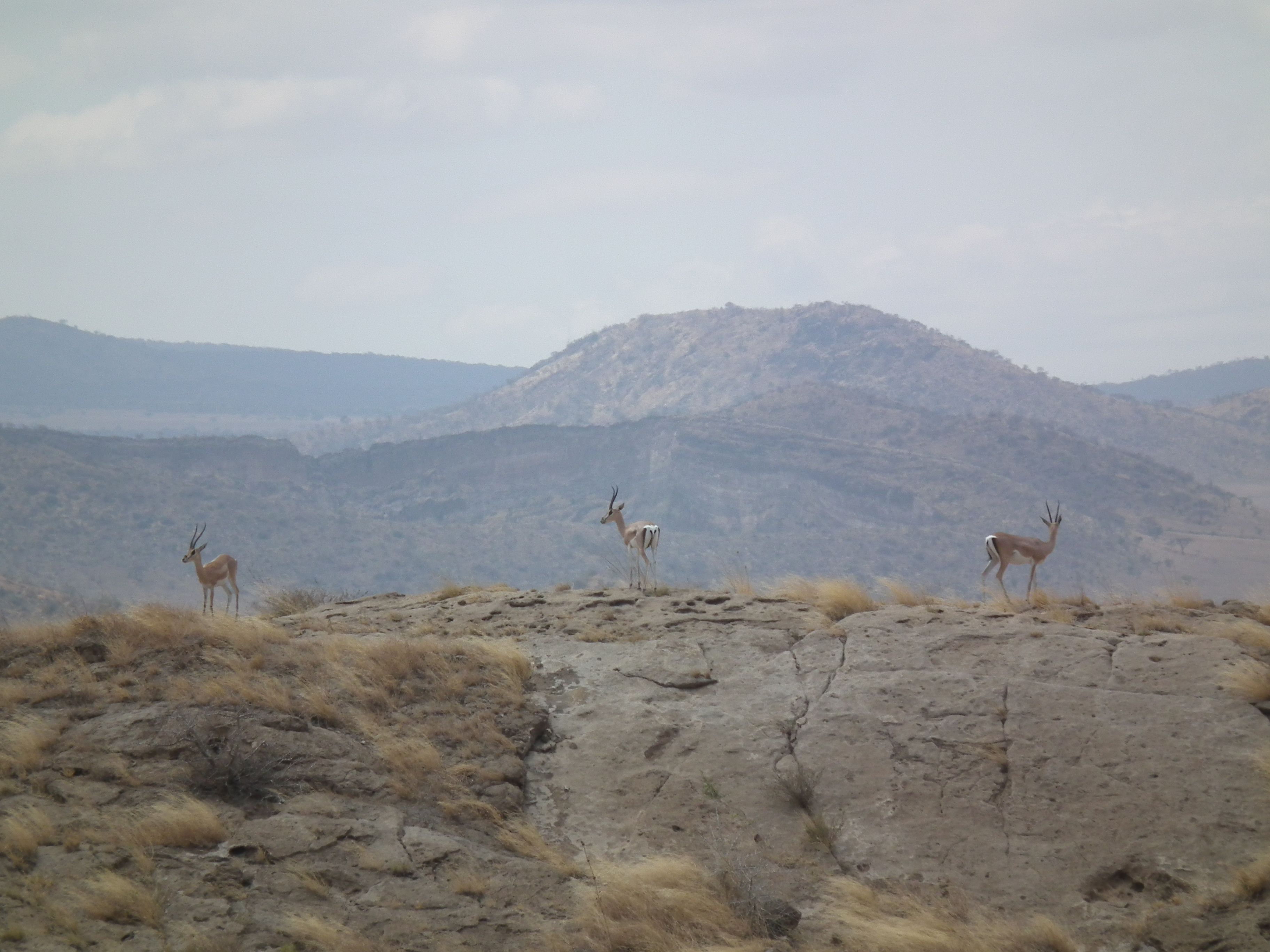
femelles
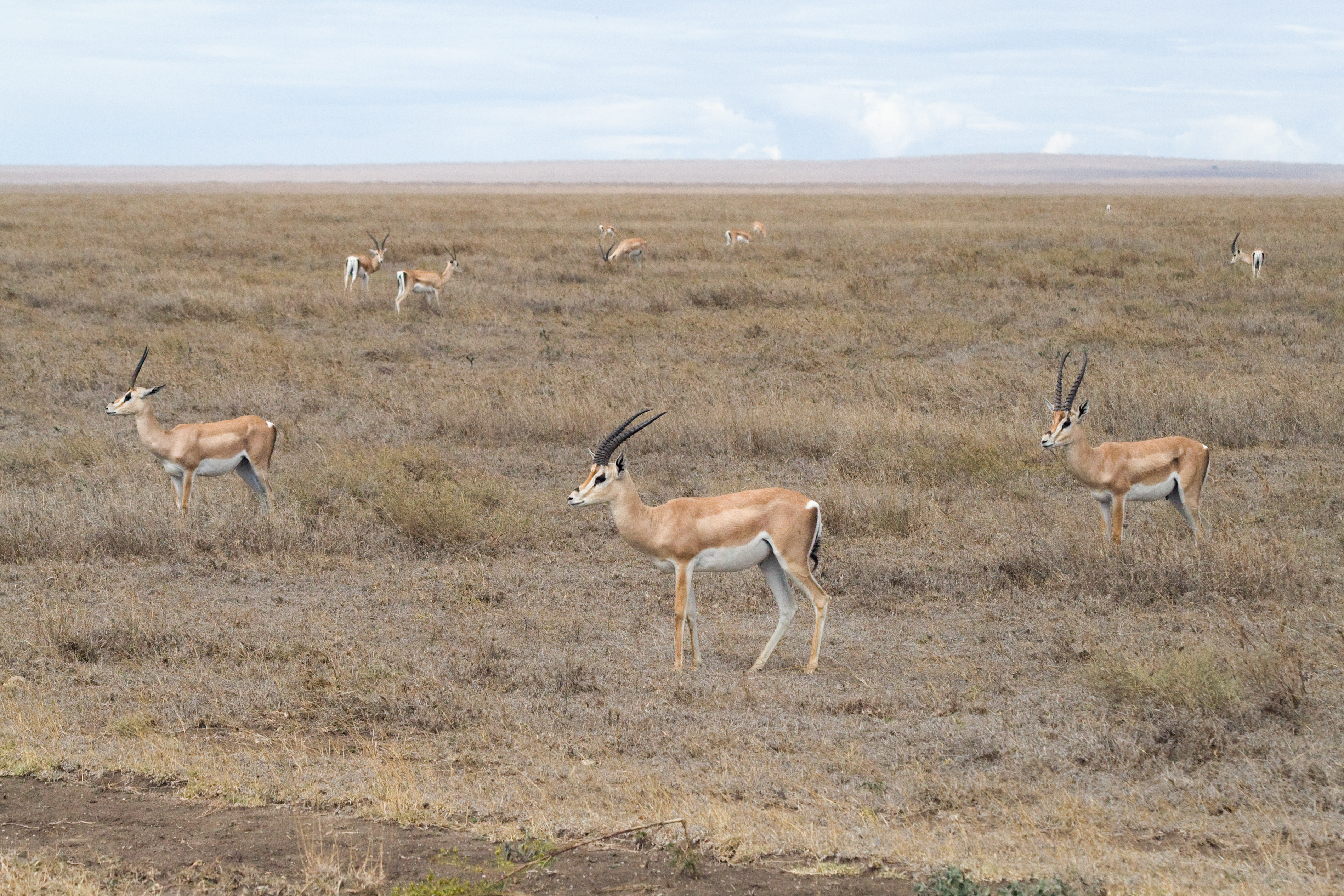
mâles et femelles
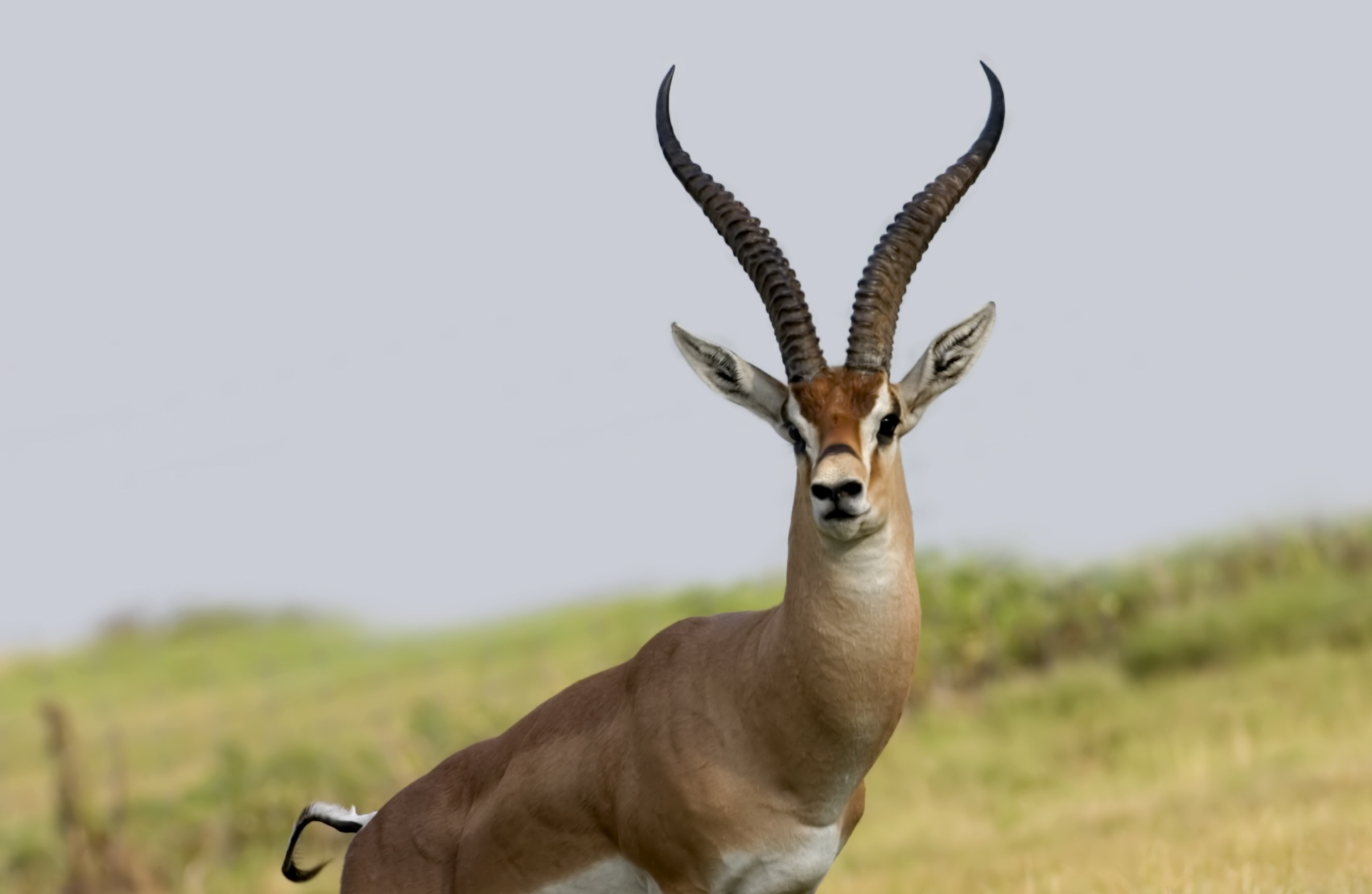
mâle aux cornes impressionnantes
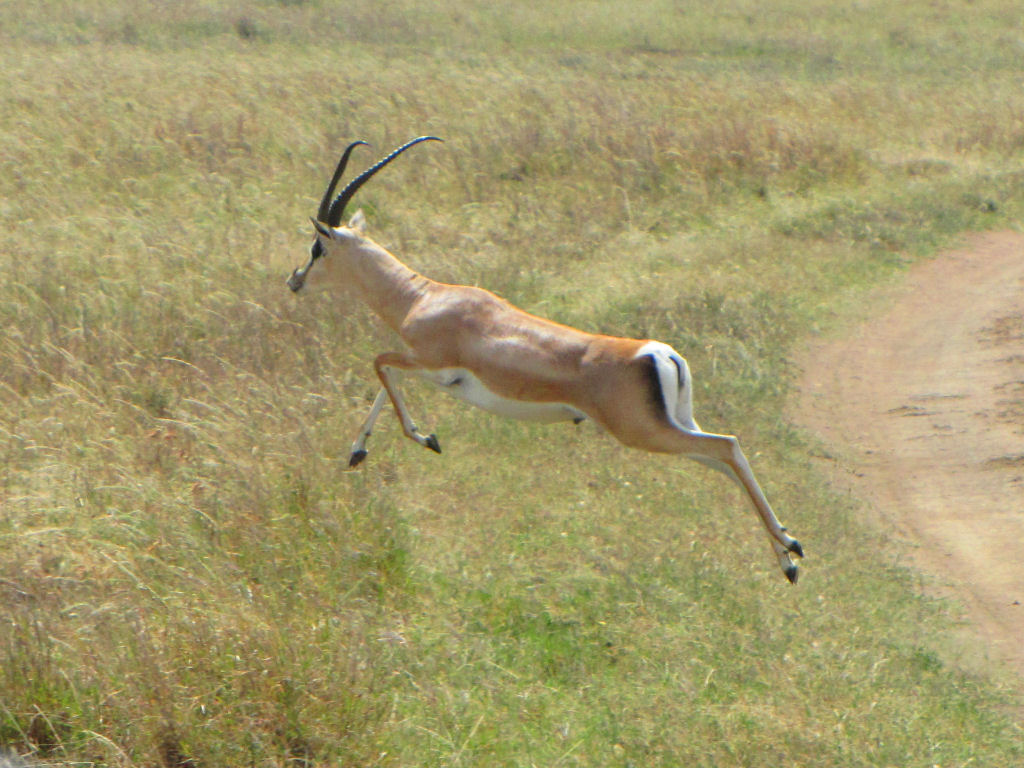
mâle bondissant dans le Serengeti
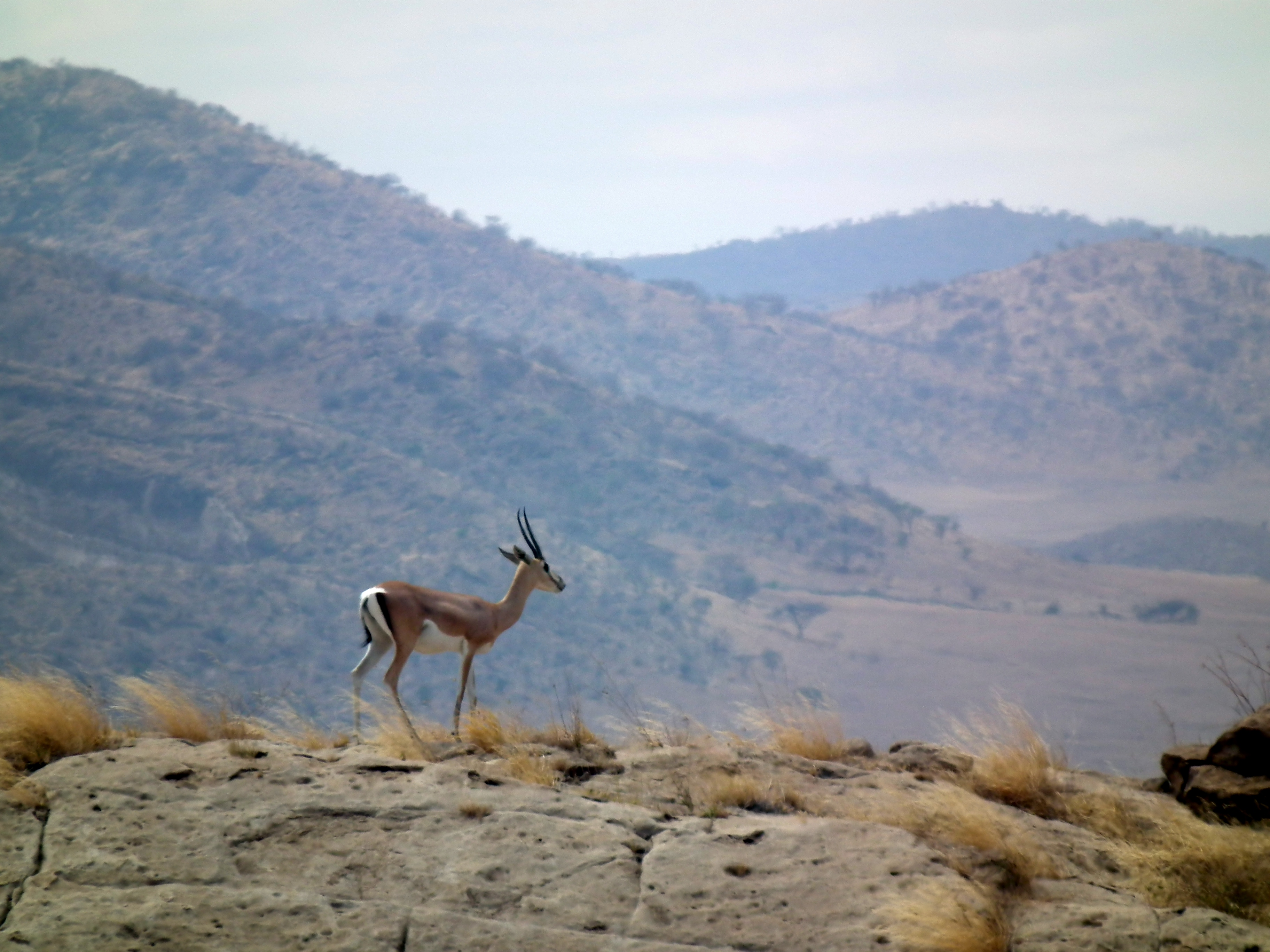
femelle